# Sot del Fandracs
El Sot del Fandracs és un sot, o vall estreta i feréstega, del terme municipal de Sant Quirze Safaja, a la comarca del Moianès. Pertany al territori del poble rural de Bertí.
És a la part central-meridional del terme del poble de Bertí, a llevant del terme municipal. És al sud-est del Soler de Bertí, a llevant del Serrat del Colomer i a migdia de l'extrem meridional del Serrat del Soler.